# 麗莎·布朗特
丽莎‧布朗特（英語：Lisa blount，1957年7月1日—2010年10月27日）是美国的一名女演员兼电视节目製作人，曾得过艾美奖最佳节目製作人。曾有两段婚姻，但都离婚收场，无子女。因罕见的血小板失功能的皮肤紫斑症即皮下出血，病逝于家中，被母亲发现她尸体时已病逝两天。代表作是军官与绅士，此片也是男主角李察基尔成名作。